# Seven Femenino de Hong Kong 2012
El Seven Femenino de Hong Kong de 2012 fue la decimoquinta edición del torneo de rugby 7, fue el segundo torneo de la Women's Sevens Challenge Cup 2011-12.

## Fase de grupos

### Grupo A
| Equipo | Encuentros | Encuentros | Encuentros | Encuentros | Tantos  | Tantos    | Tantos     | Puntos |
| Equipo | jugados    | ganados    | empatados  | perdidos   | a favor | en contra | diferencia | Puntos |
| ------ | ---------- | ---------- | ---------- | ---------- | ------- | --------- | ---------- | ------ |
| Canadá | 2          | 2          | 0          | 0          | 69      | 5         | +64        | 6      |
| Rusia  | 2          | 1          | 0          | 1          | 34      | 24        | +10        | 4      |
| Brasil | 2          | 0          | 0          | 2          | 0       | 74        | -74        | 2      |

### Grupo B
| Equipo     | Encuentros | Encuentros | Encuentros | Encuentros | Tantos  | Tantos    | Tantos     | Puntos |
| Equipo     | jugados    | ganados    | empatados  | perdidos   | a favor | en contra | diferencia | Puntos |
| ---------- | ---------- | ---------- | ---------- | ---------- | ------- | --------- | ---------- | ------ |
| Inglaterra | 2          | 2          | 0          | 0          | 69      | 7         | +62        | 6      |
| China      | 2          | 1          | 0          | 1          | 42      | 36        | +6         | 4      |
| Japón      | 2          | 0          | 0          | 2          | 5       | 73        | -68        | 2      |

### Grupo C
| Equipo       | Encuentros | Encuentros | Encuentros | Encuentros | Tantos  | Tantos    | Tantos     | Puntos |
| Equipo       | jugados    | ganados    | empatados  | perdidos   | a favor | en contra | diferencia | Puntos |
| ------------ | ---------- | ---------- | ---------- | ---------- | ------- | --------- | ---------- | ------ |
| Australia    | 2          | 2          | 0          | 0          | 80      | 21        | +59        | 6      |
| Países Bajos | 2          | 1          | 0          | 1          | 40      | 33        | +7         | 4      |
| Hong Kong    | 2          | 0          | 0          | 2          | 5       | 51        | -66        | 2      |

### Grupo D
| Equipo         | Encuentros | Encuentros | Encuentros | Encuentros | Tantos  | Tantos    | Tantos     | Puntos |
| Equipo         | jugados    | ganados    | empatados  | perdidos   | a favor | en contra | diferencia | Puntos |
| -------------- | ---------- | ---------- | ---------- | ---------- | ------- | --------- | ---------- | ------ |
| Estados Unidos | 2          | 2          | 0          | 0          | 28      | 5         | +23        | 6      |
| España         | 2          | 1          | 0          | 1          | 50      | 8         | +42        | 4      |
| Túnez          | 2          | 0          | 0          | 2          | 0       | 65        | -65        | 2      |

## Fase Final

### 9° puesto
|  | Semifinal | Semifinal | Semifinal |        |           | 9° puesto  | 9° puesto  | 9° puesto  |  |
|  |           |           |           |        |           |            |            |            |  |
|  |           |           |           |        |           |            |            |            |  |
|  | Hong Kong | Hong Kong | 22        |        |           |            |            |            |  |
|  | Hong Kong | Hong Kong | 22        |        |           |            |            |            |  |
|  | Túnez     | Túnez     | 0         |        |           |            |            |            |  |
|  | Túnez     | Túnez     | 0         |        | Hong Kong | Hong Kong  | 7          |            |  |
|  |           |           |           |        | Hong Kong | Hong Kong  | 7          |            |  |
|  |           |           | Brasil    | Brasil | 19        |            |            |            |  |
|  | Japón     | Japón     | Brasil    | Brasil | 19        | 12         |            |            |  |
|  | Japón     | Japón     |           |        |           | 12         |            |            |  |
|  | Brasil    | Brasil    | 14        |        |           | 11° puesto | 11° puesto | 11° puesto |  |
|  | Brasil    | Brasil    | 14        |        |           | 11° puesto | 11° puesto | 11° puesto |  |
|  |           |           |           |        |           |            |            |            |  |
|  |           |           |           |        |           | Túnez      | Túnez      | 0          |  |
|  |           |           |           |        |           | Túnez      | Túnez      | 0          |  |
|  |           |           |           |        |           | Japón      | Japón      | 33         |  |
|  |           |           |           |        |           | Japón      | Japón      | 33         |  |
|  |           |           |           |        |           |            |            |            |  |

### 5° puesto
|  | Semifinal    | Semifinal    | Semifinal |        |       | 5° puesto    | 5° puesto    | 5° puesto |  |
|  |              |              |           |        |       |              |              |           |  |
|  |              |              |           |        |       |              |              |           |  |
|  | China        | China        | 21        |        |       |              |              |           |  |
|  | China        | China        | 21        |        |       |              |              |           |  |
|  | Rusia        | Rusia        | 12        |        |       |              |              |           |  |
|  | Rusia        | Rusia        | 12        |        | China | China        | 7            |           |  |
|  |              |              |           |        | China | China        | 7            |           |  |
|  |              |              | España    | España | 12    |              |              |           |  |
|  | Países Bajos | Países Bajos | España    | España | 12    | 0            |              |           |  |
|  | Países Bajos | Países Bajos |           |        |       | 0            |              |           |  |
|  | España       | España       | 14        |        |       | 7° puesto    | 7° puesto    | 7° puesto |  |
|  | España       | España       | 14        |        |       | 7° puesto    | 7° puesto    | 7° puesto |  |
|  |              |              |           |        |       |              |              |           |  |
|  |              |              |           |        |       | Países Bajos | Países Bajos | 0         |  |
|  |              |              |           |        |       | Países Bajos | Países Bajos | 0         |  |
|  |              |              |           |        |       | Rusia        | Rusia        | 5         |  |
|  |              |              |           |        |       | Rusia        | Rusia        | 5         |  |
|  |              |              |           |        |       |              |              |           |  |

### Copa de oro
|  | Semifinal      | Semifinal      | Semifinal |           |            | Final      | Final | Final |  |
|  |                |                |           |           |            |            |       |       |  |
|  |                |                |           |           |            |            |       |       |  |
|  | Inglaterra     | Inglaterra     | 22        |           |            |            |       |       |  |
|  | Inglaterra     | Inglaterra     | 22        |           |            |            |       |       |  |
|  | Canadá         | Canadá         | 12        |           |            |            |       |       |  |
|  | Canadá         | Canadá         | 12        |           | Inglaterra | Inglaterra | 15    |       |  |
|  |                |                |           |           | Inglaterra | Inglaterra | 15    |       |  |
|  |                |                | Australia | Australia | 10         |            |       |       |  |
|  | Estados Unidos | Estados Unidos | Australia | Australia | 10         | 0          |       |       |  |
|  | Estados Unidos | Estados Unidos |           |           |            | 0          |       |       |  |
|  | Australia      | Australia      | 33        |           |            |            |       |       |  |
|  | Australia      | Australia      | 33        |           |            |            |       |       |  |
|  |                |                |           |           |            |            |       |       |  |

| Bandera de Inglaterra  |
| Campeón Inglaterra     |
| 1º título del circuito |